# 帕里恰
帕里恰（Parichha），是印度北方邦Jhansi县的一个城镇。

## 地理位置
帕里恰位於 25°31′N 78°45′E / 25.52°N 78.75°E。 平均海拔為213米（698英尺）。

## 人口
根據2001年印度人口普查，帕里恰總人口為6849人，其中男性3631人，女性3218人；0—6歲人口703人，佔總城人口約10%，其中男382人，女321人；人均识字率77.87%，其中男性为84.00%，女性为70.94%。